# Гайдельберг
Га́йдельберг (нім. Heidelberg МФА: [ˈhaɪ̯dl̩bɛɐ̯k]) — місто в Німеччині, на північному заході землі Баден-Вюртемберг. П'яте за величиною місто Баден-Вюртембергу, належить до агломерації регіон Рейн-Неккар, центром якої є сусідній Мангайм.
Колишня столиця Курпфальцу, відома своїм Старим містом (Heidelberger Altstadt), давнім університетом Рупрехта-Карла, величними руїнами замку, а також колишньою Палатинською бібліотекою, однією з найбільших книгозбірень Ренесансу, нині частково включеною до складу бібліотеки Гайдельберзького університету.
Поблизу Гайдельберга на території комуни Мауер у 1907 році Отто Шетензак (1850—1912) виявив найдавніші в Європі кісткові рештки (нижню щелепу) людини (гайдельберзька людина), яка жила тут півмільйона років тому й, можливо, є нащадком пітекантропа.

## Географія

### Географічне розташування

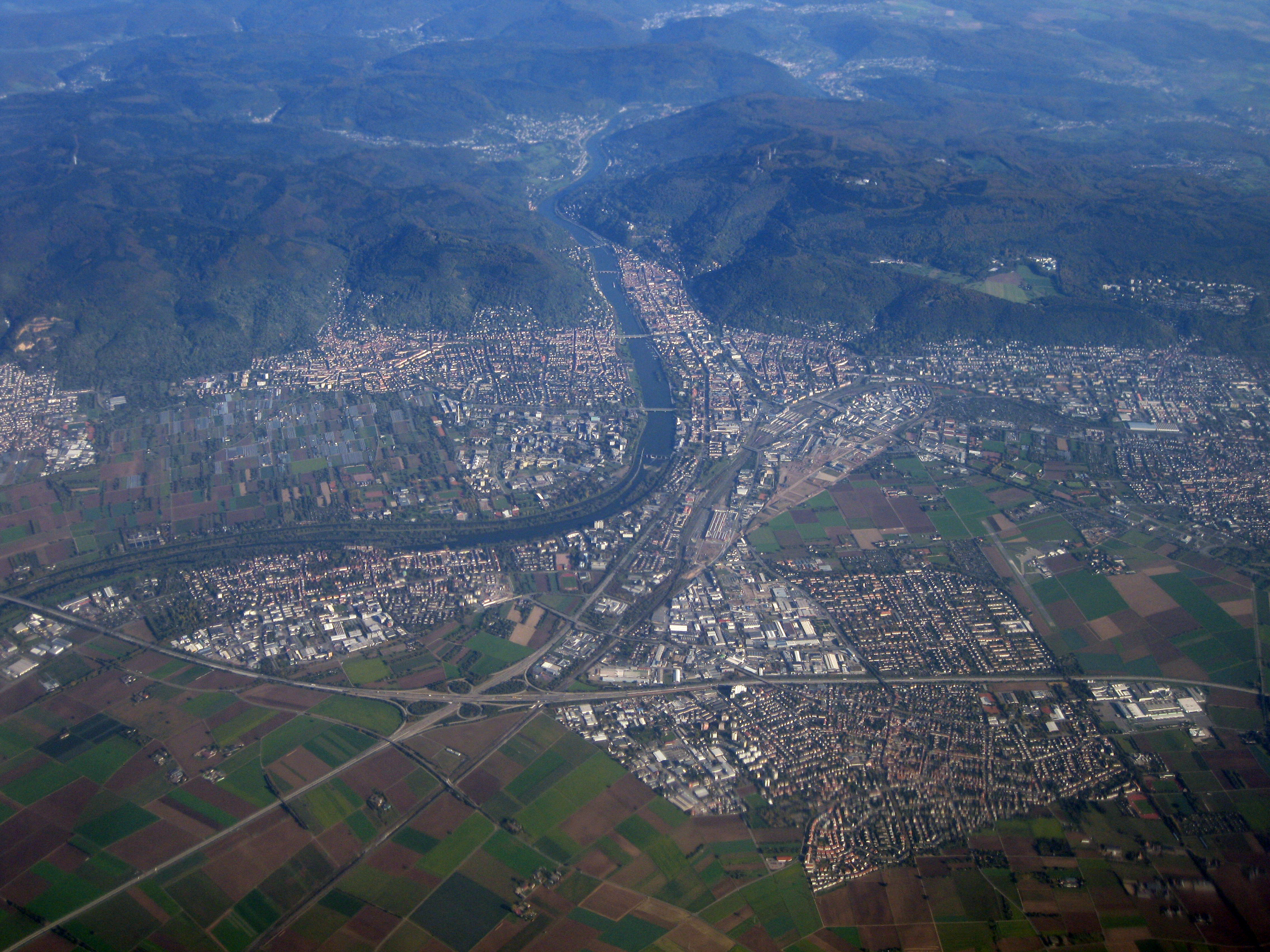
Місто, вид із заходу, 2011

Гайдельберг частково розташований у Верхньорейнській низовині, переважно на лівому березі нижньої течії Неккара, перед його виходом з Оденвальду, у долині, яка звужується вгору за течією. Річка Неккар тут тече зі сходу на захід, а на її правому березі височіє Гайліґенберґ (445 м). З півдня місто обмежене Кенігштулем (568 м) і Гайсбергом (375 м). Неккар впадає в Рейн приблизно за 22 кілометри на північний захід від кінця долини, поблизу Мангайма. Населені пункти, приєднані до Гайдельберга у XX столітті, простягаються за межі долини Неккара в бік Бергштрасе, яка пролягає вздовж Оденвальду. Місто розташоване в межах метропольного регіону Рейн-Неккар, густозаселеного району з населенням 2,35 млн осіб, що охоплює частини південного Гессену, південно-східного Рейнланд-Пфальцу, а також міста Мангайм і Гайдельберг і західні та південні громади району Рейн-Неккар у Баден-Вюртемберзі.
Безпосередньо з Гайдельбергом межують такі міста й громади, починаючи із заходу за годинниковою стрілкою: Еппельгайм, Планкштадт, Мангайм, Едінген-Неккаргаузен, Доссенгайм, Шрісгайм, Вільгельмсфельд, Шонау, Неккаргемюнд, Бамменталь, Гайберг, Ляймен, Зандгаузен та Офтерсгайм (усі, крім міста Мангайм, належать до району Райн-Неккар).

### Флора і фауна
Оскільки Гайдельберг розташований в одному з найтепліших регіонів Німеччини, тут добре ростуть деякі нетипові для середньоєвропейського клімату рослини, зокрема у відкритому ґрунті висаджують мигдальні, інжирні й оливкові дерева. Навпроти Старого міста на південному схилі Гайліґенберґу розташована стежка Філозофенвеґ з великою кількістю екзотичних рослин. У 2000 році тут успішно відновили виноградарство.
У Гайдельберзі існують популяції вільно живучих папуг Крамера, а також популяція гуски китайської, яку найчастіше можна побачити на острові в Неккарі навпроти Берггайма та на лугах уздовж Неккара. Водночас природоохоронна література часто наголошує на проблемах, які виникають через акліматизацію чужорідних видів, що зазвичай є нащадками тварин, які втекли з зоопарків або домашнього утримання.

## Історія

### Столиця князівства
Перша згадка про Гайдельберг датується 1196 роком, проте поселення на території сучасного міста існували вже у VI—VIII ст. Після розпаду імперії Карла Великого ці території належали до Франконського герцогства у складі Східного Франкського королівства. У 939 році король Оттон I Великий із Саксонської династії ліквідував герцогство Франконію, її землі були поділені і включені до королівських володінь.
На території кожного з герцогств Східного Франкського королівства (Франконія, Саксонія, Лотарингія, Швабія, Баварія, Тюрингія) — існували королівські, згодом імператорські маєтки — пфальци. Управління цими маєтками, а заодно й судову владу в герцогствах від імені короля здійснювали пфальцграфи («граф-палатин», «палацовий граф»). З ліквідацією Франконського герцогства перестала існувати посада франконського пфальцграфа. Лотаринзький пфальцграф спочатку перебував в Аахені, потім, у X—XI ст. в замках навколо Кельна і Бонна. Після територіальних втрат пфальцграфство Лотарингія в 1085 було перетворене на пфальцграфство Рейнське, до нього перейшла частина західних територій колишньої Франконії, що перебували у власності кайзера.
З 1196 рейнськими пфальцграфами стали герцоги Вельфи, з 1214 — герцоги Віттельсбахи, які одночасно були й герцогами Баварії.

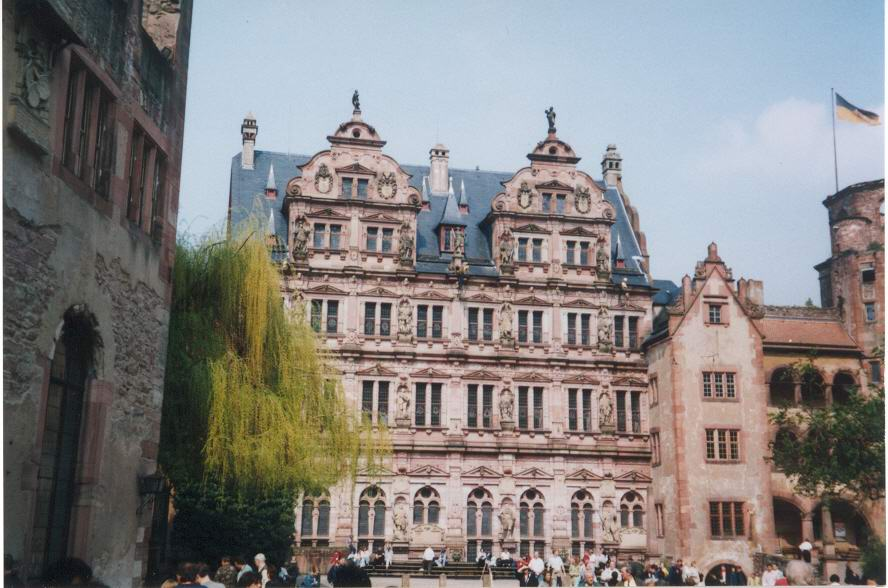
Замок у Гайдельбергу

Гайдельберзький замок відомий з 1225 року. Як припускають історики, мова йде про верхній замок. Згодом було збудовано нижній (сучасний) замок (на висоті 80 метрів над долиною Неккара). У 1303 згадується про верхній і нижній замки в Гайдельберзі. Місто в долині, за останніми даними, було закладено близько 1220 року. Ринкова площа розміщена за 500 м від замку. Найстарішою парафіяльною церквою була церква Святого Петера.
У 2-й половині XIII ст. Гайдельберг став однією з резиденцій рейнського пфальцграфа. Після остаточного поділу баварських і пфальцьких володінь Віттельсбахів, що настало в 1329 році, Гайдельберг став єдиною столицею Рейнського Пфальца (в середині XIV ст. за Рупрехта I Віттельсбаха).
У 1356 Рупрехта I Золотою буллою кайзер Карл IV Люксембург підвищив до курфюрста — «князя-виборця», а пфальцграфство Рейнське перетворив на Курфюрство Пфальц. Відтепер курфюрст Пфальца отримав право одним зі 7 князів Райху обирати кайзера, а після короля богемського, яким був представник Люксембургів, вважався старшим зі світських курфюрстів імперії.
У 1386 році курфюрст Рупрехт I заснував університет. На сьогодні він є найстарішим університетом Німеччини. Проте на той час на тодішній території Священної Римської імперії вже функціонували університети у Болоньї (1119), Падуї (1222), Перуджі (1308), Флоренції (1321—1859), Пізі (1343), Празі (1348), Павії (1361) і Відні (1365).
Існує думка, що студентський гімн Gaudeamus виник у середовищі студентів Гайдельберзького університету.
У 1416—1423 в Гайдельберзькому університеті навчався Ніколаус Кузанус.
За правління курфюрста Філіпа Праведного у Гайдельберзі поширилася культура Північного гуманізму. Навколо Йогана Дальберґа, канцлера університету і єпископа Трірського, у Гайдельберзькому університеті виник гуманістичний осередок. Сюди було запрошено Рудольфа Агріколу — «батька Північного гуманізму» — викладачем новоствореної кафедри грецької мови.
У списках студентів філософського факультету Гайдельберзького університету за 1509 рік внесене ім'я Йогана Фауста, який тут отримав ступінь бакалавра теології.
У 1537 блискавкою було зруйновано верхній замок.
У період Реформації у Курфюрстві Пфальц у 1530-х роках поширилося лютеранство, зокрема за курфюрста Отто Генріха Віттельсбаха. У Гайдельберзькому університеті було закрито кафедру католицької теології, натомість на теологічному факультеті почали викладати давньогрецьку і давньоєврейську мови, на медичному факультеті проводити практичні заняття. Отто Генріх об'єднав університетську бібліотеку з кількома власними й, таким чином, заснував знамениту Палатинську бібліотеку, чи не найбільшу в тогочасній Європі.
Після смерті бездітного Отто Генріха у 1559 курфюрстом став його дальній родич Фрідріх III Благочестивий із молодшої династичної лінії Віттельсбах-Зіммерн. За нього і його наступників у Пфальці поширився кальвінізм. З цим Гайдельберзький університет став одним із центрів європейської пізньогуманістичної культури, «німецькою Женевою». У 1591 сюди прибув професор історії Ян Грутер, який у 1603 став директором Палатинської бібліотеки.
Зі створенням 1608 Євангелічної унії її лідером став курфюрст Фрідріх IV «Der Aufrichtige», а після його смерті — його син Фрідріх V.

### Розенкройцерська столиця
З початком правління юного Фрідріха V у вересні 1610 Гайдельберг став загальноєвропейським протестантським центром, які, об'єднані в Євангелічну унію, протистояли католицьким князівствам Священної Римської імперії німецької нації, кайзерові і Папі Римському, а також головним осередком розенкройцерів. З нагоди одруження Фрідріха V з англійською принцесою Елізабет у Гайдельберзі спорудили небачені досі сади, інженерні споруди під керівництвом французького інженера Саломона де Косса (Hortus Palatinus), які стали втіленням розенкройцерського міфу.
Початок Тридцятилітньої війни і коронація Фрідріха V 4 листопада 1619 як короля Чехії стали для Пфальца катастрофою. Військо Фрідріха V було розгромлене під Білою Горою, а його самого позбавили титулу і володінь. 14 вересня 1622 року військо Католицької ліги під командою фельдмаршала графа Тіллі взяло Гайдельберг. У місті було вчинено різанину протестантів і зруйновано розенкройцерські сади. Пфальцграфом став у 1623 році лідер Католицької ліги герцог Максиміліан I Баварський. Він наказав перевести Палатинську бібліотеку до Ватикану. Внаслідок цих подій Гайдельберг частково повернувся у католицтво.

### Занепад
У ході подальших подій Тридцятилітньої війни Гайдельберг взяли в 1633 шведи. Під час воєн із Францією Гайдельберг взяли штурмом французи в 1689 і 1693 роках, коли замок і місто було зруйновано. Внаслідок занепаду в 1720 році столицю Курфюрства Пфальцького було перенесено з Гайдельберга до Мангайма.
У 1803 році рішенням імперської депутації на вимогу наполеонівської Франції частину колишнього Курфюрства Пфальц було включено до складу курфюрства Баден, утвореного того ж року замість ліквідованих духовних імперських курфюрств.
Гайдельберзький замок згорів 24 червня 1764 р. під час грози. Припинити подальше руйнування замку закликав у 1803 році драматург Август фон Коцебу. Відтак Гайдельберг став одним із місць паломництва німецьких романтиків. Велику роль у справі збереження Гайдельберзького замку відіграв француз граф Шарль де Гремберг, який, починаючи з 1810 року, упродовж кількох десятиліть залишався охоронцем замку. Значного імпульсу додало будівництво залізниці Мангайм — Гайдельберг, першої в Бадені. У Гайдельберзі багато разів бував англійський художник Вільям Тернер (у 1817—1844), письменники Віктор Гюго (у 1838) і Марк Твен (1878), які залишили свої твори про місто.

### Сучасність
Упродовж 1960—2002 рр. у місті знаходилася штаб-квартира Союзного Командування Європи Мобільними Силами.

## Транспорт

### Автомобільний
Автобан A5 проходить через західну околицю Гайдельберга, сполучаючі регіон з Франкфуртом-на-Майні на півночі та Карлсруе на півдні.
A656 починається трохи західніше від міста, з'єднуючи Гайдельберг з Мангаймом. Крім того, з півночі на південь через місто пролягає автомагістраль B3 (Франкфурт — Карлсруе), а зі сходу на захід — автомагістраль B37 (Мангайм — Ебербах). Вони перетинаються в центрі міста на площі Бісмаркплац. Автомагістраль B 535 починається на півдні Гайдельберга та прямує до Шветцингена.

### Залізничний

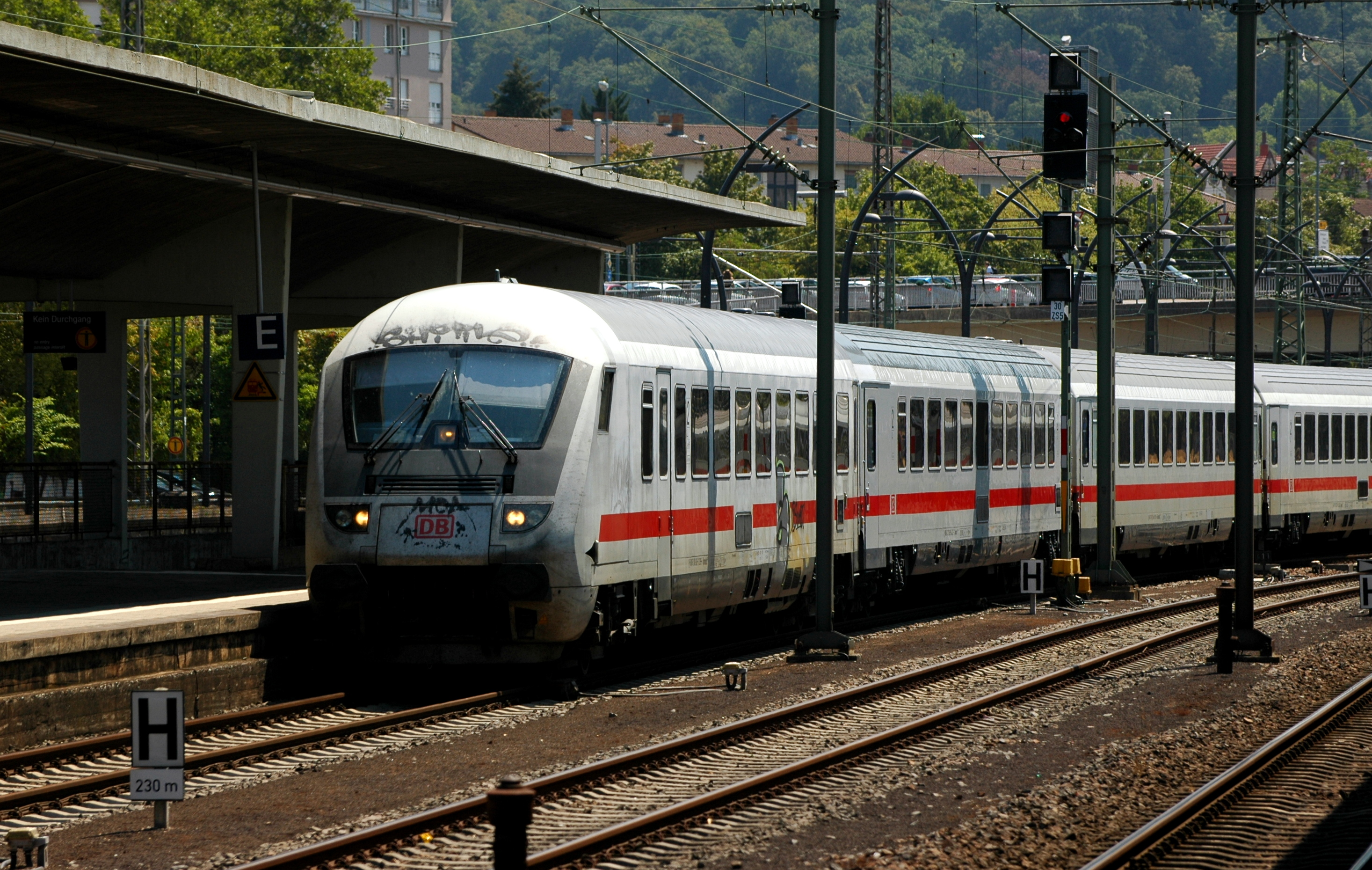
Поїзд на станції Гайдельберг-Головний

Станція Гайдельберг-Головний розташована на Райнтальбані та обслуговується поїздами Intercity-Express та EuroCity, а також RheinNeckar S-Bahn. Біля центрального вокзалу знаходиться станція міжміських автобусів.

### Громадський
Головним транспортним вузлом Гайдельберга є Бісмаркплац. Тут перетинаються кілька головних магістралей міста, і звідси через усе старе місто Гайдельберга пролягає одна з найдовших пішохідних вулиць Європи, Гауптштрассе. Поруч багато років знаходився Центральний вокзал Гайдельберга, який був одночасно терміналом і транзитною станцією. У 1955 році його перенесли приблизно на 1,5 км далі на захід, що усунуло необхідність руху поїздів на північ або південь для розвороту. Новий центральний вокзал став другим за величиною транспортним вузлом Гайдельберга.
Громадський транспорт у Гайдельберзі існує з 1883 року, коли відкрили кінний трамвай. Через швидке зростання пасажирообігу 20 грудня 1901 року вирішили перевести трамвайну мережу Гайдельберга на електрику. 16 березня 1902 року перший електричний трамвай почав курсувати по Рорбахерштрассе, використовуючи приміські колії, побудовані Deutsche Eisenbahn-Gesellschaft в 1901 році між Гайдельбергом та Віслохом. До 1950-х років трамвайна мережа розширювалася потроху. Швидко зростаюча популярність автомобільного транспорту створювала для оператора трамваїв дедалі складніші проблеми, і трамвайну мережу поступово ліквідували. Лише 10 грудня 2006 року мережу знову розширили з відкриттям нової трамвайної лінії з Кірхгайма. Трамвайні та автобусні перевезення зараз обслуговуються компанією Rhein-Neckar-Verkehr (RNV). З 1989 року всі тарифи встановлюються за єдиною схемою Verkehrsverbund Rhein-Neckar. Каршеринг дедалі більше доповнює громадський транспорт.
У 12 з 14 районів Гайдельберга користувачам доступно понад 50 станцій каршерингу, що пропонують загалом понад 100 автомобілів.

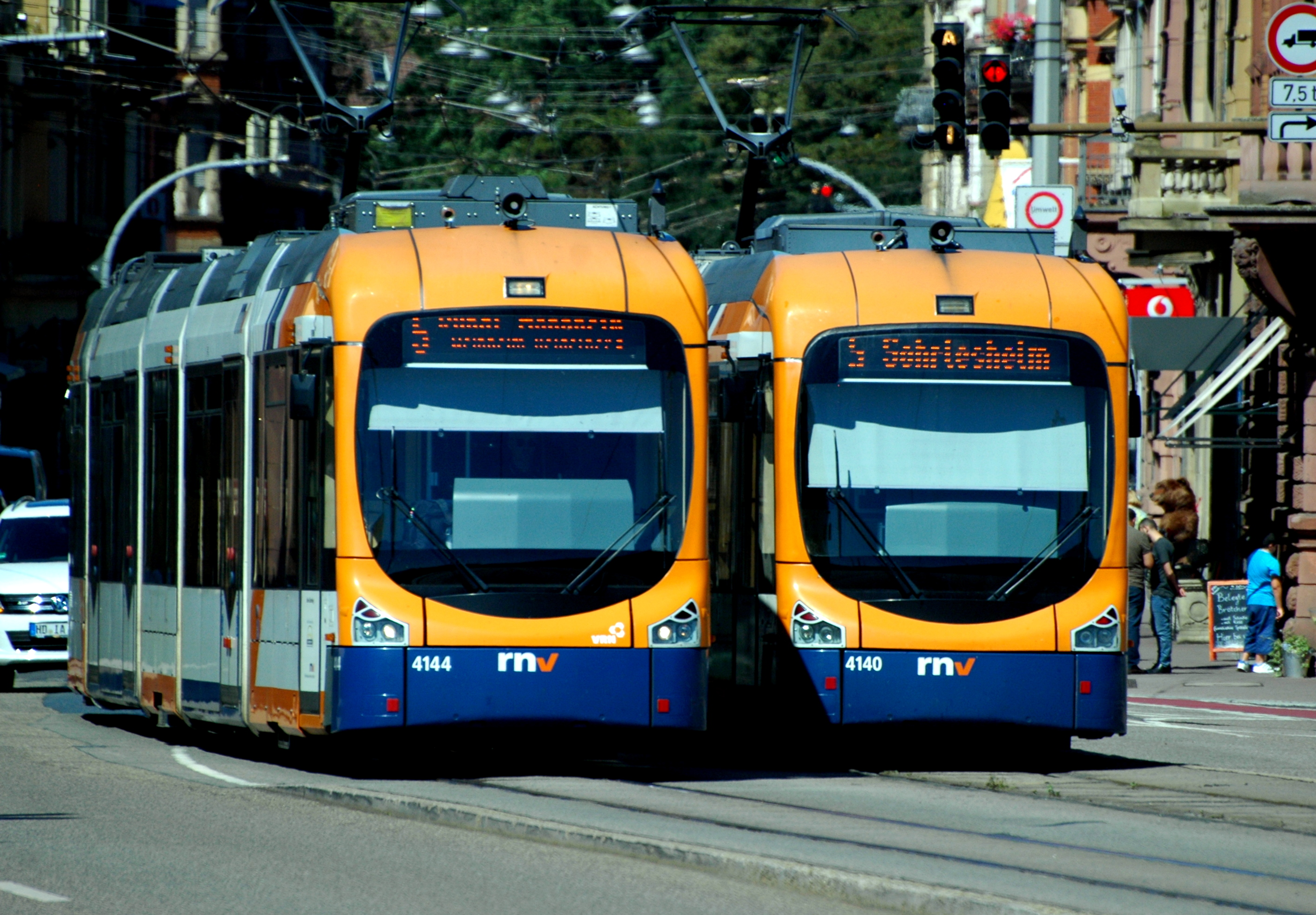
Трамвай в Гайдельберзі

З 14 грудня 2003 року Гайдельберг підключений до мережі міської залізниці Rhine-Neckar, яка відкриває доступ до всього регіону Рейн-Неккар, з лініями, що сполучають Пфальц, Саарланд та південний Гессен. Гайдельберзький фунікулер працює з 2005 року. На нижній дільниці від Корнмаркта до Молькенкура використовуються нові вагони, а на верхній дільниці фунікулера від Молькенкура до Кенігштуля — історичні вагони 1907 року. Це один із найпопулярніших способів дістатися до Гайдельберзького замку. Перші проєкти фунікулера розроблено в 1873 році. Через брак коштів першу дільницю фунікулера відкрито лише в 1890 році. У 2004 році верхню дільницю фунікулера внесено до списку пам'яток федеральної землі Баден-Вюртемберг.

## Відомі особистості
У місті народився:
- Фрідріх Еберт (1871—1925) — німецький соціал-демократ, а також перший в історії Німеччини демократично обраний керівник держави
- Ернст Юнгер (1895—1998) — німецький письменник, публіцист, націонал-революціонер, ідеолог консервативної революції.

У місті померли:
- Сементовський-Курило Микола Митрофанович (1901—1979) — російсько-український, італійський, німецький письменник, журналіст, редактор й астролог.
- Васиньчук Антін Климентійович (1885—1935) — визначний український громадський діяч та політик Холмщини та Підляшшя. Навчався тут в університеті[18].